# 罗兰路
罗兰路（Rue Rollin）是巴黎第五区的一条街道，东西走向，长183米，宽10米。它东起蒙日路56号，西到勒穆瓦纳枢机路79号。最近的地铁站是蒙日广场站。

## 历史
罗兰路开辟于16世纪。1867年2月27日，以长居于此路30号的大学校长夏尔·罗兰（Charles Rollin，1661-1741）命名)。

## 历史建筑和事件
- 喷泉

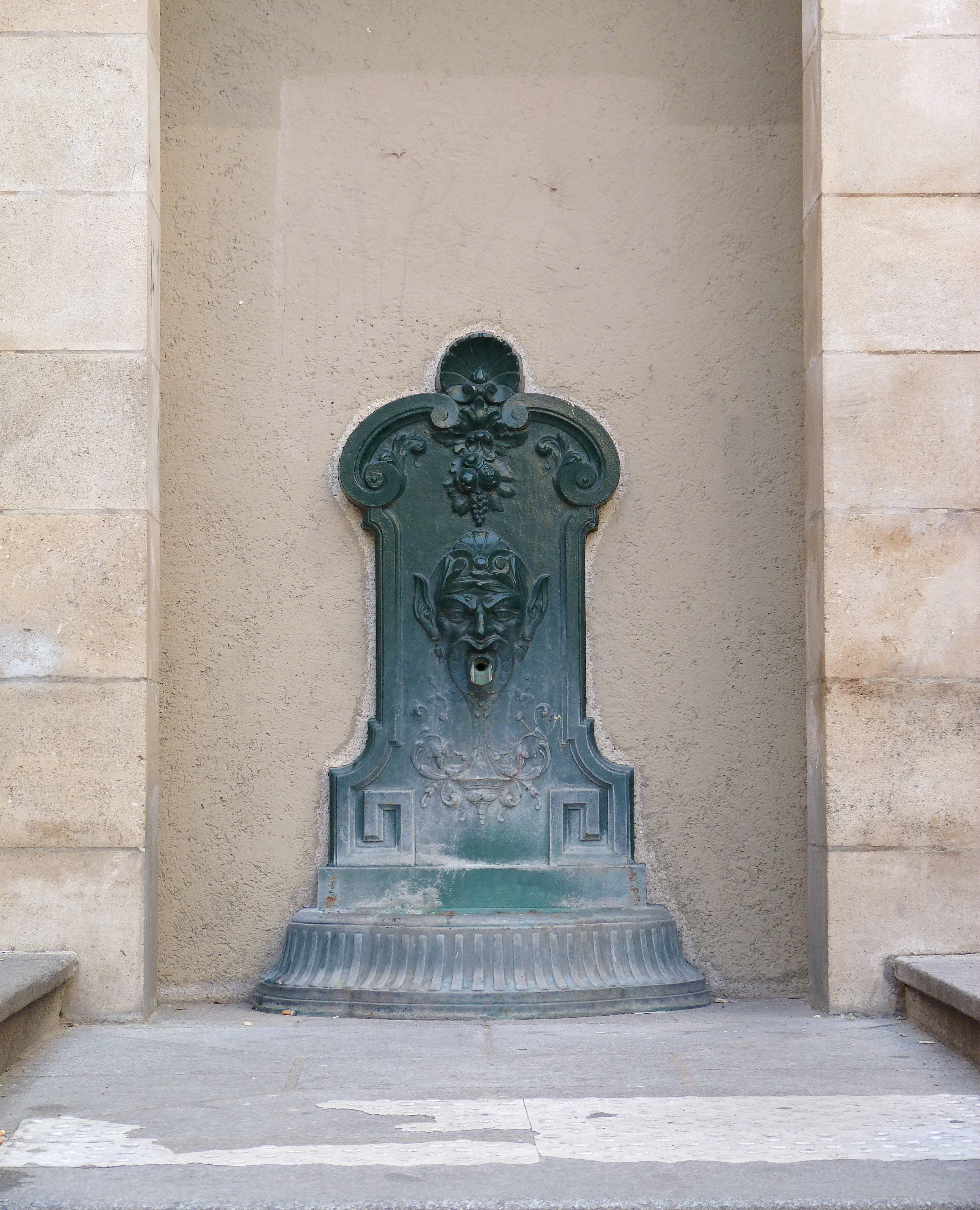
喷泉
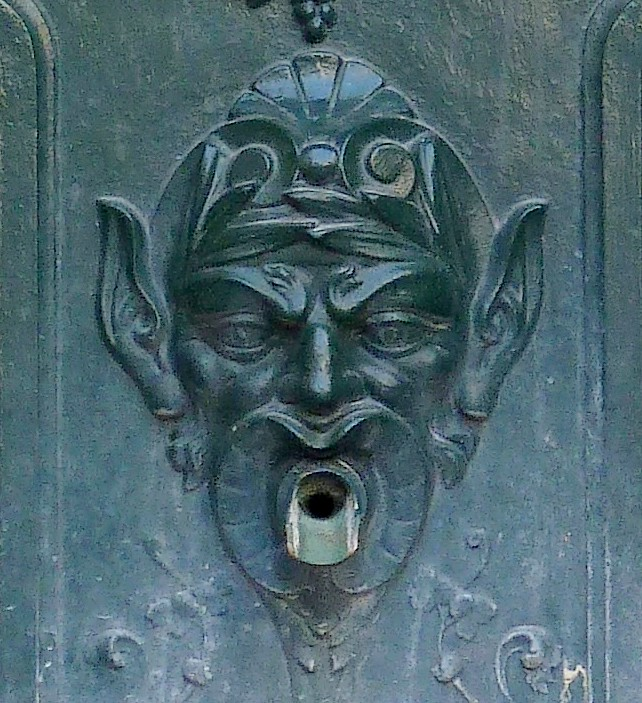

- 经过三十四级的双楼梯，可进入蒙日路。楼梯前的长方形空间被命名为“本杰明-丰丹广场”（place Benjamin-Fondane），以纪念住在此路6号的诗人和哲学家本杰明-丰丹（Benjamin Fondane）[2]。

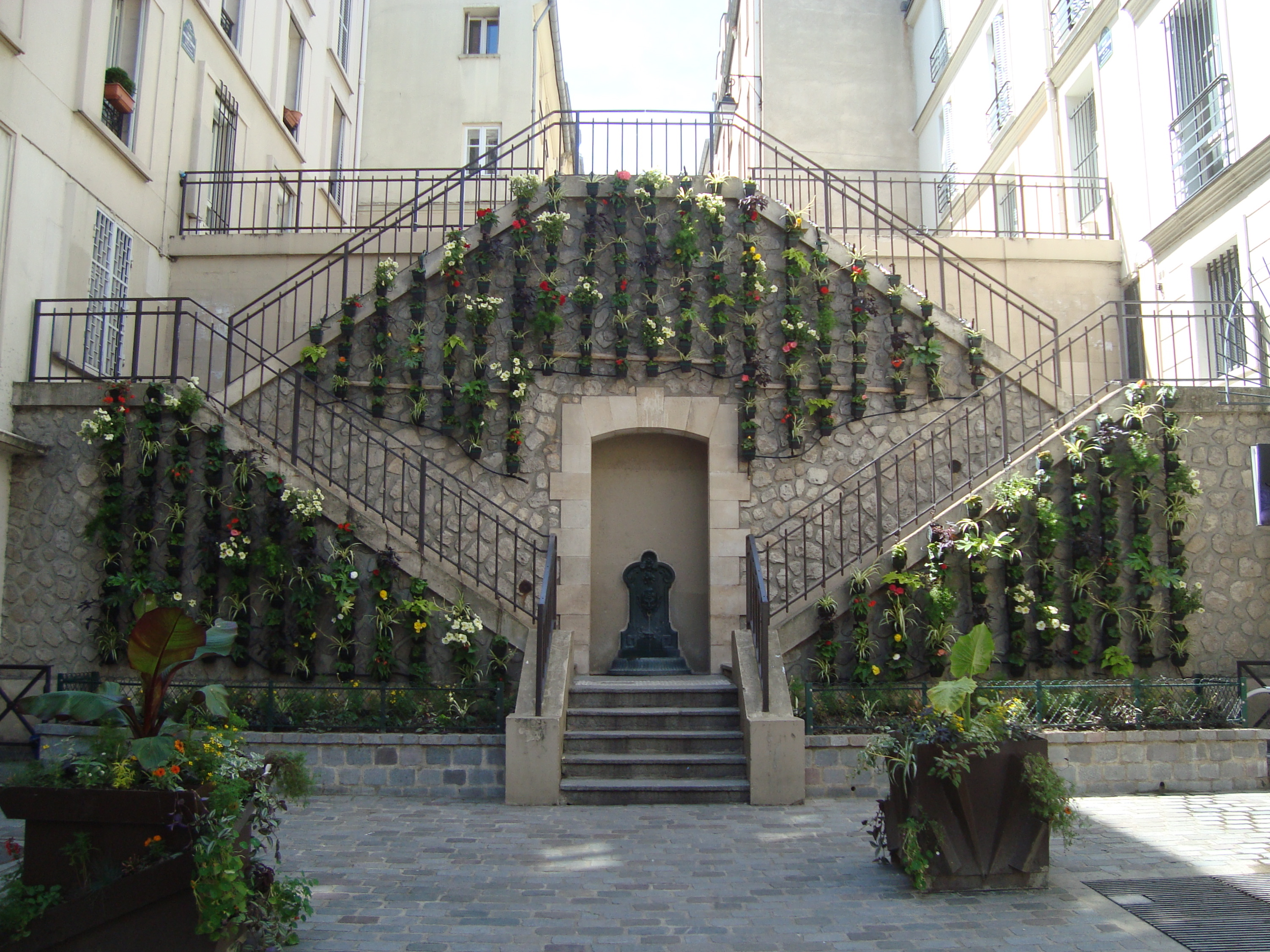
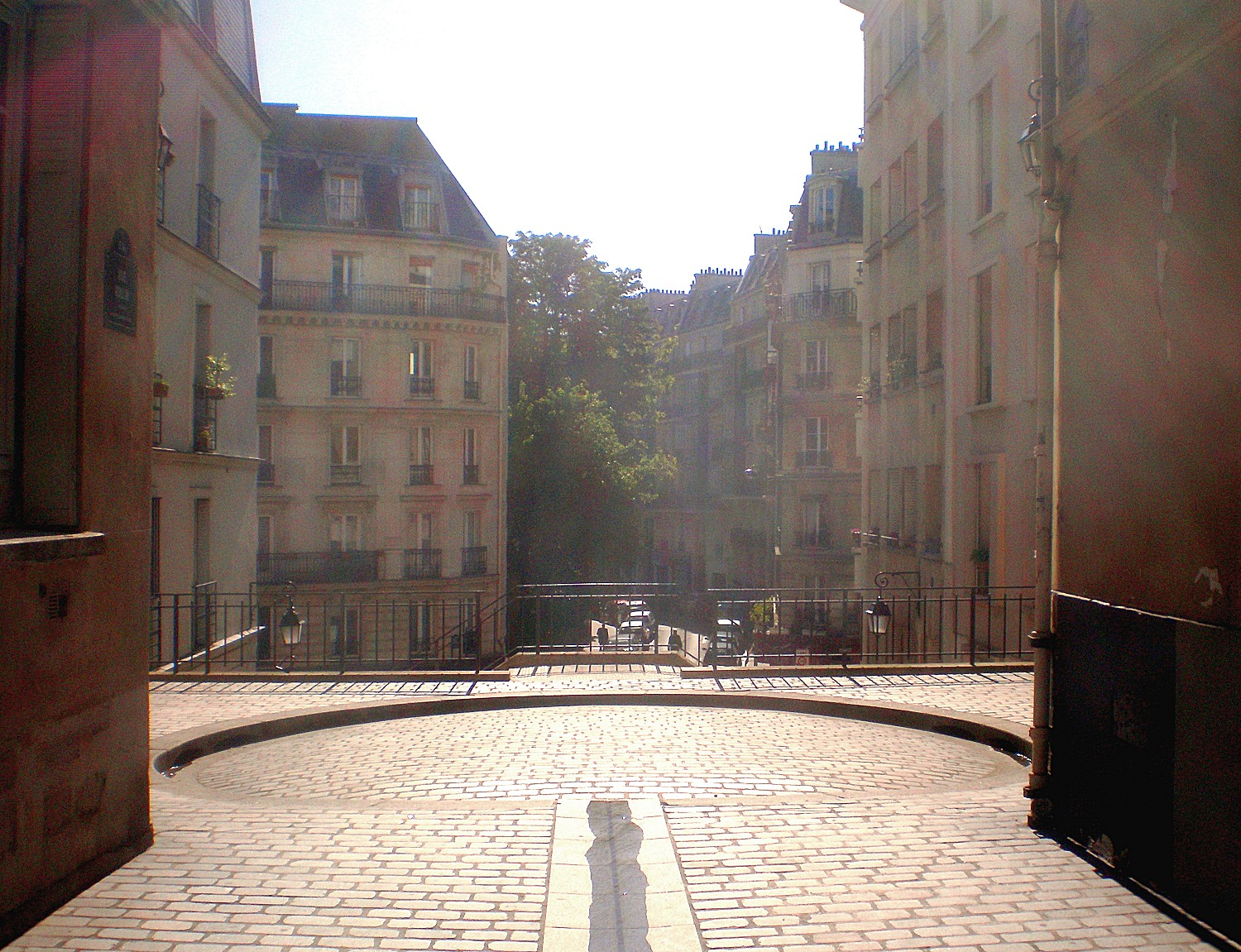
本杰明-丰丹广场
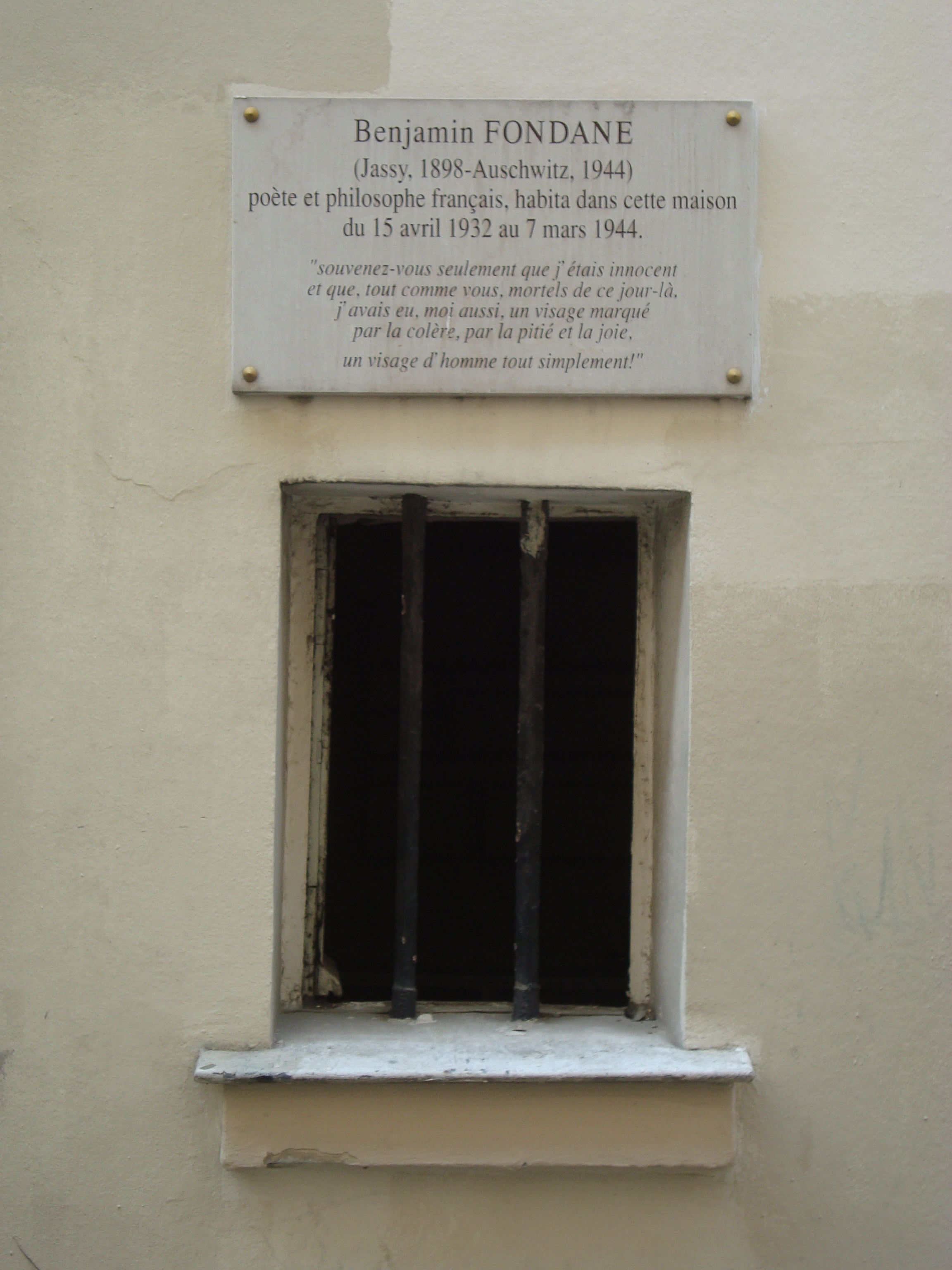

- 布莱兹·帕斯卡住在2号。
- 作曲家埃里希·施米德（Erich Schmid）住在5号
- 勒内·笛卡尔住在14号[2].

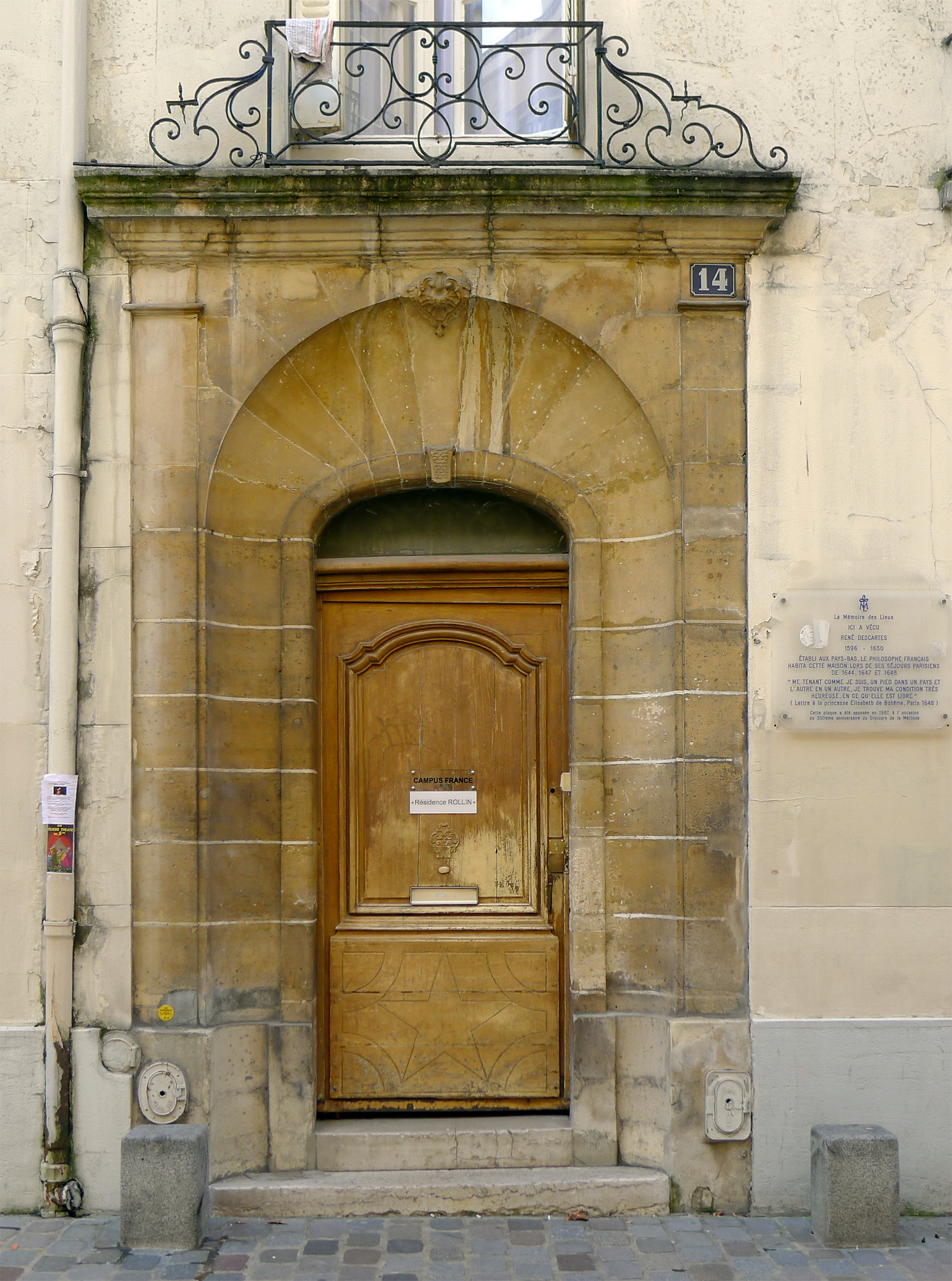
14号勒内·笛卡尔故居
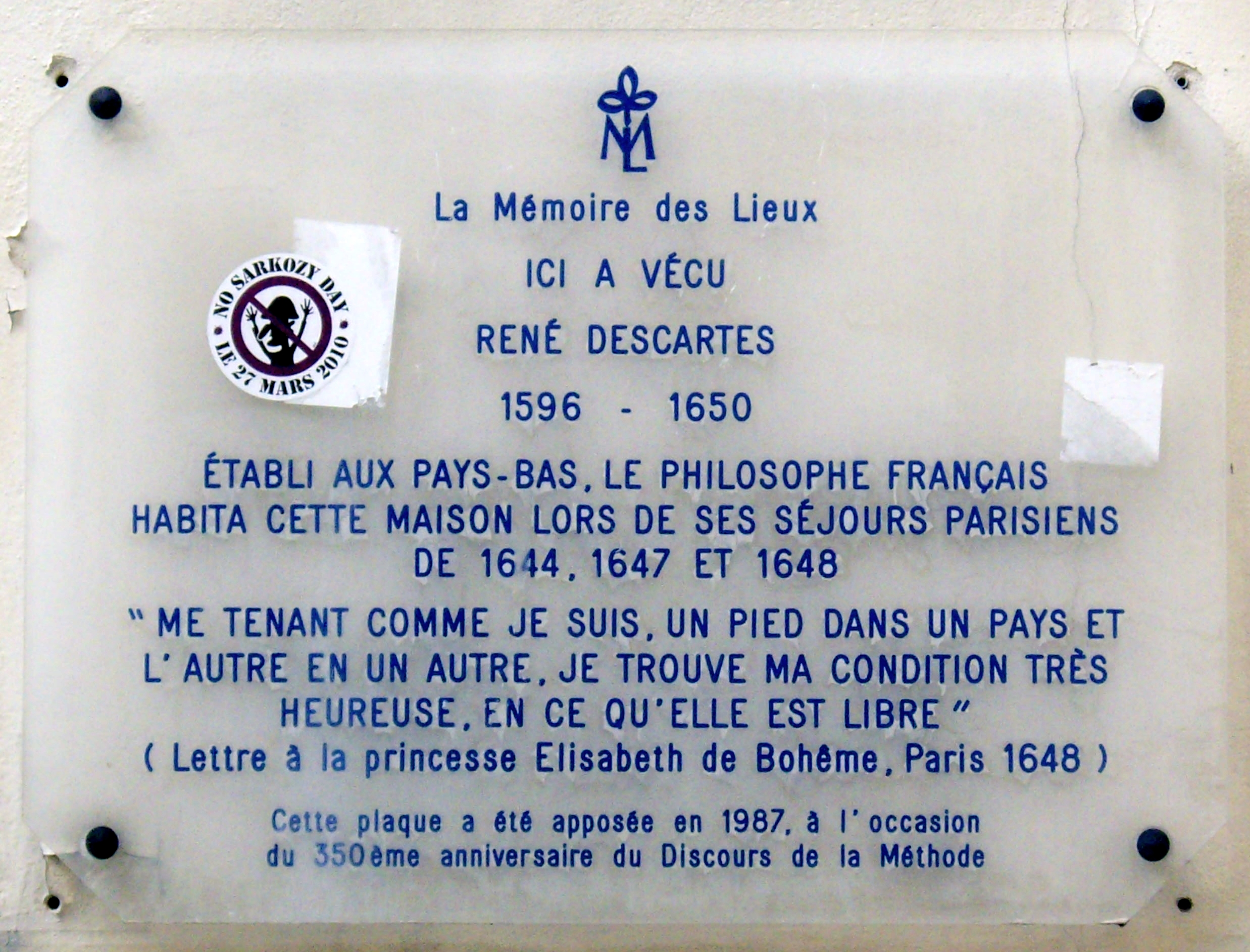

- 23号

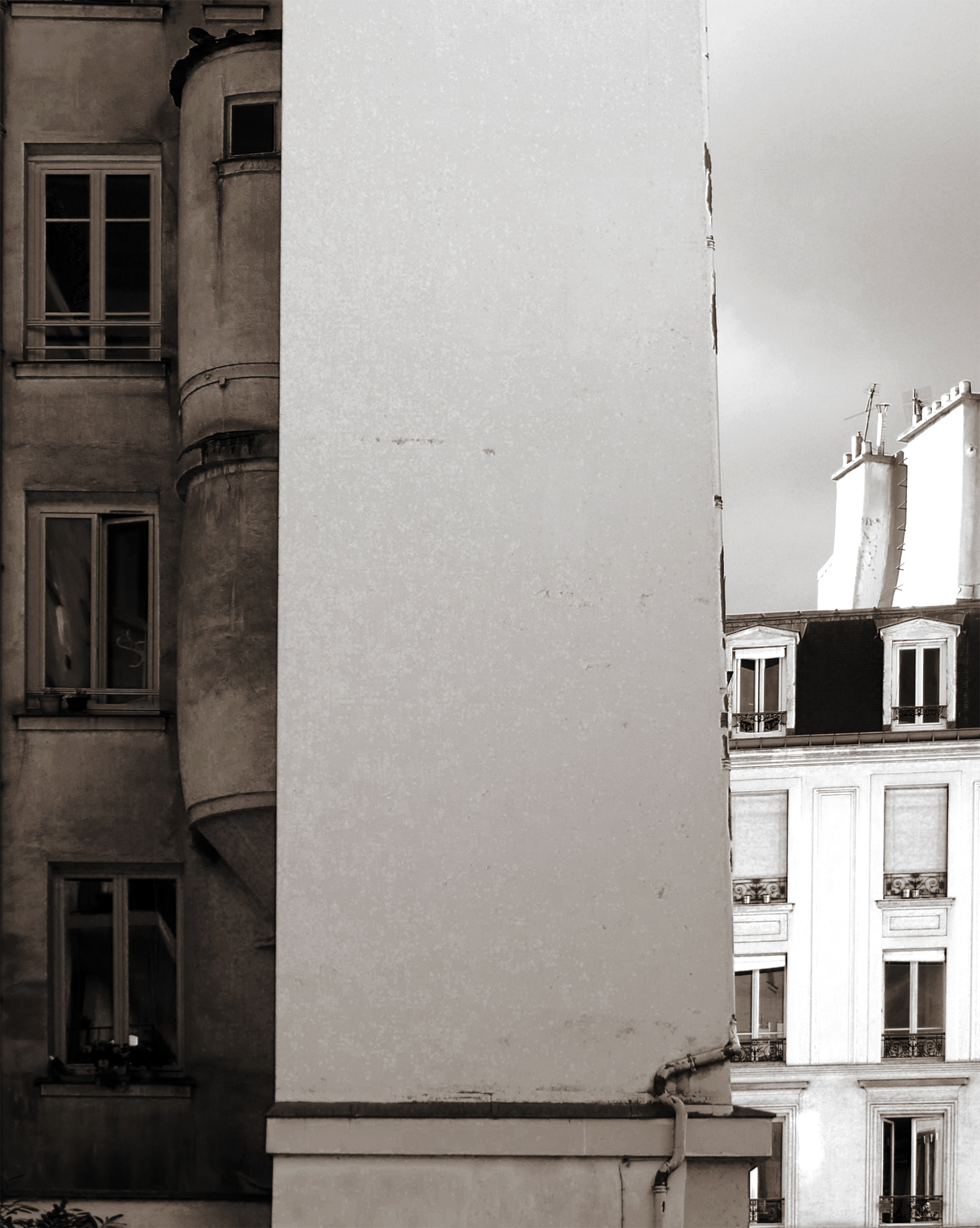
23号

- 画家Sébastien-Joseph Misbach和Constant Mongé-Misbach都曾住过34号，于1853年和1871年去世。[3].
- 夏尔·罗兰（Charles Rollin，1661-1741）在30号住了五十年。
- 亨利·居里埃尔（Henri Curiel）遇刺事件：1978年5月4日[4]